# Lukas Herburger
Lukas Herburger (Bregenz, 19 de diciembre de 1994) es un jugador de balonmano austriaco que juega de pívot en el Füchse Berlin. Es internacional con la Austria.

## Palmarés

### Alpla HC Hard
- Liga de Austria de balonmano (5): 2012, 2013, 2014, 2015, 2017
- Copa de Austria de balonmano (2): 2014, 2018
- Supercopa de Austria (3): 2012, 2017, 2018

### Kadetten Schaffhausen
- Liga de Suiza de balonmano (4): 2019, 2022, 2023, 2024
- Copa de Suiza de balonmano (2): 2021, 2024

### Füchse Berlin
- Liga de Alemania de balonmano (1): 2025

## Clubes
- Alpla HC Hard (2011-2018)
- Kadetten Schaffhausen (2018-2024)
- Füchse Berlin (2024- )